# Pandemia de COVID-19 în Grecia
Pandemia de coronavirus din Grecia este o epidemie în curs de desfășurare pe teritoriul Greciei cauzată de noul coronavirus 2019-nCoV (SARS-CoV-2), virus care provoacă o infecție numită COVID-19, care poate fi asimptomatică, ușoară, moderată sau severă. Infecția severă include o pneumonie atipică severă manifestată clinic prin sindromul de detresă respiratorie acută. Infecția cu virusul 2019-nCoV a apărut în decembrie 2019 în orașul Wuhan, China, de unde s-a propagat în majoritatea provinciilor chineze și majoritatea țărilor din lume, provocând o pandemie. În Europa cele mai multe cazuri sunt înregistrate în Italia.
Pandemia de coronavirus din Grecia a fost confirmată la 26 februarie 2020, la Salonic. Cazurile inițiale au fost legate de persoane care au călătorit în Italia, dar cele mai recente cazuri (la sfârșitul lui martie) au legătură cu un grup de pelerini care au călătorit în Israel și Egipt, precum și contacte. La 21 martie 2020, în Grecia erau 495 de cazuri confirmate, 19 recuperări și  10 decese.
Autoritățile medicale recomandă călătorilor care s-au întors din zonele afectate sau persoanelor care au fost în contact cu aceștia să rămână acasă pentru cel puțin 14 zile. Poate dura 2-14 zile pentru ca simptomele să apară după expunerea inițială la virus. Treisprezece spitale au fost desemnate pentru a rezolva cazurile de coronaviroză (COVID-19). Principalele zone afectate sunt Elis și Attica, în timp ce focare se regăsesc și în Zakynthos, Achaea, Salonic, Euboea, Kozani, Kastoria, Lesbos, Heraklion, Ioannina, Larissa, Pieria, Kilkis, Messenia, Magnesia, Evros, Chania, Arta, Karpathos, Kavala, Xanthi, Laconia și Preveza.
La 18 martie 2020, Guvernul grec a luat măsura plății cu 800 de euro în luna aprilie a jumătate de milion de angajați care nu pot merge la muncă. În țară a fost instalat un regim sever, care interzice activitatea în toate centrele de agrement, inclusiv pe plajele organizate, precum și în cafenele, cinematografe și teatre. Toate marile centre comerciale au fost închise din 20 martie.
Responsabili din domeniul sănătății au denunțat faptul că Biserica Ortodoxă a Greciei poate continua să oficieze slujbe religioase și să îi împărtășească pe credincioși,  în pofida riscurilor de răspândire a noului coronavirus.